# Splinter of the Mind's Eye
Splinter of the Mind's Eye est un roman de science-fiction d'Alan Dean Foster situé dans l'univers étendu de Star Wars. Publié aux États-Unis par Del Rey Books en 1978,, il n'a jamais été traduit en français. Ce roman est historiquement le premier de l'univers étendu Star Wars. 
Initialement, ce roman a été écrit au cas où le film Star Wars, épisode IV : Un nouvel espoir n'aurait pas été un succès, pour pouvoir être adapté et tourné en film comme une suite à petit budget.

## Résumé
Deux ans après la bataille de Yavin, Luke Skywalker et Leia Organa  se rendent à une mission diplomatique sur la planète Circarpous, mais leur vaisseau s'écrase en chemin dans les marécages de la planète Mimban. Une base de Stormtroopers se trouve sur la planète, leur but étant de trouver le cristal de Kaiburr, qui permet de manipuler la Force pour devenir invincible. Leia et Luke se rendent au temple de Pomojema pour trouver le cristal, mais leur périple les mène devant la route de Dark Vador!

## Adaptation en comics
Le roman a été adapté en comics par Terry Austin et Chris Sprouse. Ce dernier a été publié chez Dark Horse Comics en 1996 puis traduit en français en 1998 et paru sous le titre La Pierre de Kaiburr puis en 2020 sous le titre Le Cristal de Kaïburr. Cette adaptation incorpore des personnages de Star Wars, épisode V : L'Empire contre-attaque.